# دفيكا راني
دفيكا راني ممثلة هندية من مواليد 1908 وتوفيت 1994 عن 85 عاما تزوجت مرتين عملت في السنما بين عامي 1928-1943 و كانت النجمة الاولة في تلك الفترة حيث شاركة في 19 فيلم.

## روابط خارجية
- دفيكا راني على موقع IMDb (الإنجليزية)
- دفيكا راني على موقع الموسوعة البريطانية (الإنجليزية)
- دفيكا راني على موقع أول موفي (الإنجليزية)
- دفيكا راني على موقع قاعدة بيانات الفيلم (الإنجليزية)